# Maria Cengia Sambo
Maria Cengia Sambo (Este, 23 d'octubre de 1888 - Prato, 29 de novembre de 1939) va ser una botànica italiana, especialitzada en liquenologia. A Itàlia és considerada, juntament amb Camillo Sbarbaro, la personalitat més destacada en liquenologia de la primera meitat del segle xx.

## Biografia
Maria Cengia (Sambo era el cognom del seu marit) va néixer a Este, a la regió del Vèneto, en una família benestant. El seu pare, d'origen noble, va morir quan ella tenia solament tres anys i van criar-la la seva mare, Clelia Fadinelli, amb l'ajut de l'avi matern Domenico i de l'oncle matern Giulio, ambdós enginyers. Quan Maria tenia nou anys, la mare es va tornar a casar i el seu segon marit, el professor Benvingut Pelegrini, va fer-li de pare.
Es va interessar per matèries com ara la botànica, la física i l'astronomia, i un cosí seu, que era inspector forestal va posar-la en contacte amb la natura portant-la a recollir animals, fòssils, minerals i plantes.
El 1905 va obtenir el diploma de mestra elemental i va treballar com a tal per un breu període. Després es va matricular a la Facultat de Matemàtiques de la Universitat de Pàdua i va graduar-se en Geometria. A més de les classes de la seva llicenciatura, també va seguir cursos d'altres ciències, d'història i d'història de l'art i, després de la graduació, va seguir estudiant Ciències naturals mentre ensenyava física i matemàtica a una escola tècnica de Vicenza.
Va iniciar un vasta col·lecció botànica (en particular de líquens) amb exemplars dels Alps italians i de diversos llocs de la Itàlia septentrional. Va treballar de manera individual, i bona part del seu treball d'estudi i recerca sobre líquens va fer-lo en un període difícil, després de la primera guerra mundial, sense contactes amb investigadors destacats del món de la liquenologia. També va publicar alguns estudis sobre líquens de fora d'Europa. De 1920 a 1923 va ensenyar botànica a la Universitat Carlo Bo d'Urbino mentre seguia els seus estudis dels líquens.
Casada amb Ettore Sambo (amb qui va tenir cinc fills), en el 1924 es va transferir a Prato, a la Toscana, on ell treballava. Va continuar la seva especialització i els mateixos estudis, ara en el Departament de Botànica de la Universitat de Florència.
És autora d'una cinquantena de publicacions sobre el tema específic dels líquens i, el 1926 va publicar un estudi sobre líquens recollits a l'Argentina (a la Patagònia i la Terra del Foc) per missioners, en particular per Alberto De Agostini (Licheni della Patagonia e di altre regioni dell'Argentina raccolti dai missionari Salesiani).
Maria Cengia Sambo va descriure 124 entitats de líquens, entre els quals onze noves varietats, el gènere Tylophoropsis i les espècies Phylliscidiopsis abissinica, Actinoplaca balboi, Cyphelium kenyanum, Tylophoropsis nyeriana i Usnea epiphilla. El nom estàndard donat a les plantes que va catalogar és Sambo.
Va col·laborar amb les revistes Nuovo giornale botanico italiano, Studi trentini di scienze naturali (ed. Scotoni),i amb la Societat italiana de ciències naturals, la Societat botànica italiana, el Jardí Botànic de la Regia Universitat de Nàpols, la Societat italiana per al progrés de les ciències, la Secció italiana de la Societat internacional de microbiologia i l'Arxiu Botànic.
Va morir el 1939, amb només 51 anys.

## Llegat
Maria Cengia i el seu marit Ettore Sambo van reunir nombroses publicacions científiques sobre flors, plantes i ambients diversos en la seva biblioteca botànica. La seva filla Emilia Sambo en va fer donació al Centre de Ciències Naturals Fundació Parsec de Prato.
A Este, la ciutat on va néixer Maria Cengia Sambo, el 2017 van posar el seu nom a un parc (abans anomenat de "villa Pisani").

## Algunes publicacions
- Cengia Sambo, M. Lettera di Maria Cengia a Pier Andrea Saccardo, (en italià), Este, 1a ed. 1915
- Cengia Sambo, M. I licheni della Terra del Fuoco; raccolti dai Missionari salesiani,(en italià), Torino, Soc. Ed. Internazionale, 1a ed. 1926, p. 53.
- Cengia Sambo, M. Lichenes, (en italià) Roma, Sindicat Italià Arts Gràfiques, 1a ed. 1929, p.20.
- Cengia Sambo, M. Licheni della Patagonia e di altre regioni dell'Argentina raccolti dai missionari Salesiani, (en italià) Roma, Societats Editora Internacional, 1930, p. 73.